# Khayam Turki
Khayam Turki (arabe : خيام التركي), né en avril 1965 à Paris, est un homme politique tunisien.

## Vie professionnelle
Fils de diplomate, il effectue ses études des différents établissements à travers le monde. Diplômé de l'Institut des hautes études commerciales de Carthage, de l'Institut d'études politiques de Paris et de l'université américaine au Caire, il commence sa carrière en 1992 en occupant plusieurs responsabilités principalement liées à la finance mais aussi au commerce et à l'immobilier dans diverses sociétés en Afrique du Nord, en Europe et au Moyen-Orient.

## Carrière politique
Devenu membre d'Ettakatol en 2011, il y exerce les fonctions de conseiller en stratégie et de directeur de la campagne électorale des élections de 2011. En parallèle, il participe à la lutte contre l'exclusion et la pauvreté dans les villes.
Élu secrétaire général adjoint du parti en 2013, il le quitte définitivement en avril 2015.
En mai 2015, il co-fonde le think tank Joussour qui se spécialise dans l'élaboration des politiques publiques.
À la suite de la démission du chef du gouvernement Elyes Fakhfakh en juillet 2020, il est proposé comme candidat pour le remplacer par Ennahdha,, Au cœur de la Tunisie,,, Tahya Tounes, et Al Badil Ettounsi.
Le 11 février 2023, Khayam Turki est arrêté par la police pour des présomptions de « complot contre la sûreté de l'État et entente pour renverser le régime en place » selon Ghazi Chaouachi.

## Vie privée
Il est marié et père de trois enfants.